# یواس‌اس اوسج (۱۸۶۳)
یواس‌اس اوسج (۱۸۶۳) (به انگلیسی: USS Osage (1863)) یک کشتی بود که طول آن ۱۸۰ فوت (۵۴٫۹ متر) بود. این کشتی در سال ۱۸۶۳ ساخته شد.